# Blaukehlara

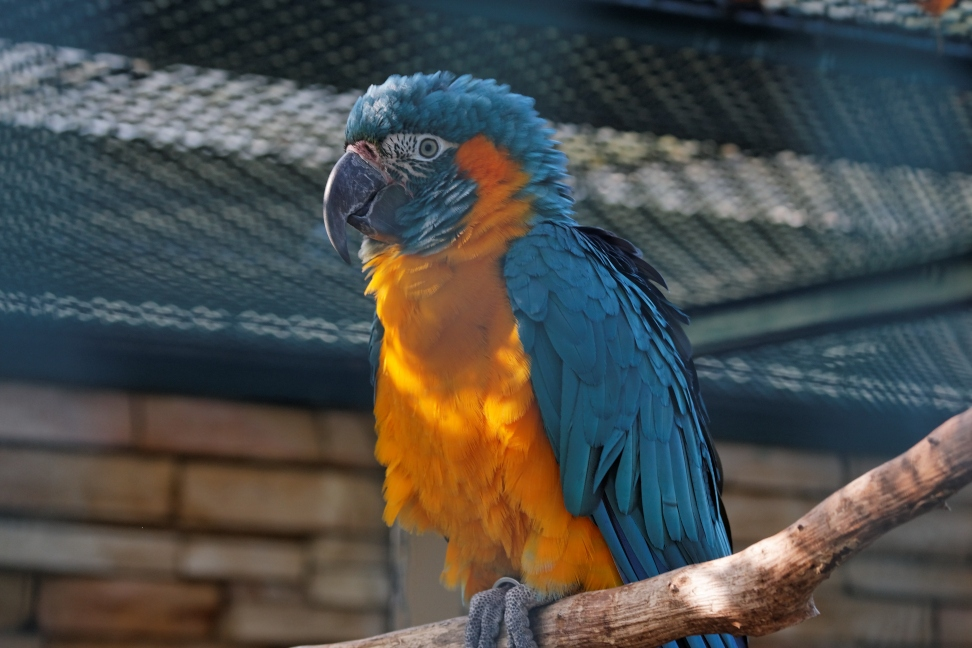
Junger Blaukehlara

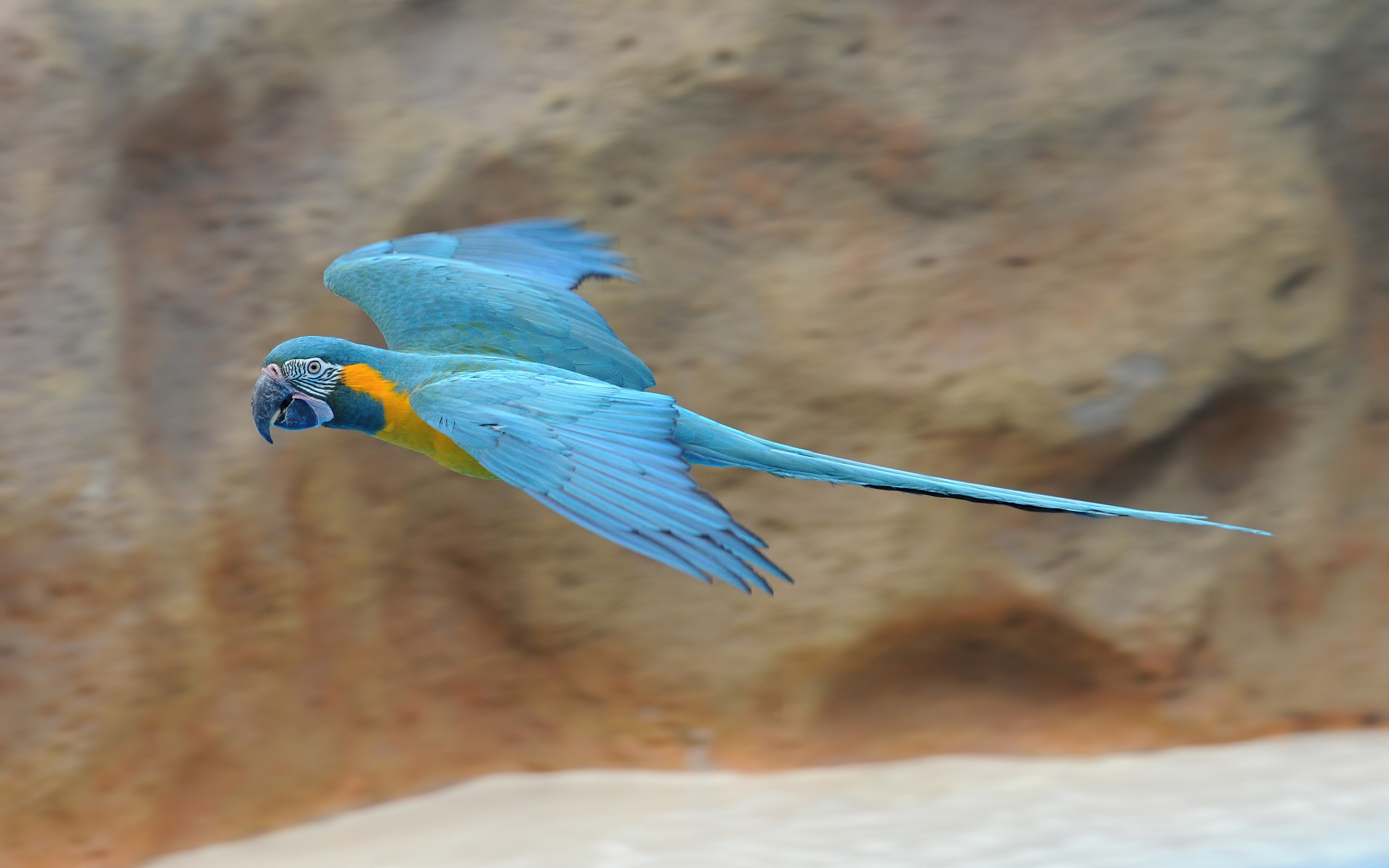
Blaukehlara im Flug

Der Blaukehlara (Ara glaucogularis), auch Blaulatzara oder Caninde-Ara, ist ein Vogel aus der Familie der Eigentlichen Papageien (Psittacidae) und der Gattung der Eigentlichen Aras (Ara).

## Beschreibung
Der Blaukehlara ist etwa 75 cm lang, Männchen und Weibchen unterscheiden sich äußerlich nicht. Die Oberseite ist von der Stirn bis zur Schwanzspitze blau, die Stirn dabei mit einem grünlichblauen Schimmer gezeichnet. Die Augenumgebung, Zügel und Wangen sind nackt, weiß und reihenweise von blauen Federn durchzogen. Von den unteren Wangen bis zur Kehle schmücken latzförmig blaue Federn den Blaukehlara, der Rest des Körpers ist von gelboranger Farbe. Schwingen und Körper-Oberseite sind ebenso wie die Schwanzfedern blau, Flügelspiegel und Schwanzunterseite gelborange. Die Iris des Blaukehlara ist gelblich, er hat schwärzlich-braune Füße, der Schnabel ist schwarz.
Die bereits befiederten Jungvögel sehen fast identisch wie erwachsene Tiere aus, haben aber dunklere Wangen und die Iris ist eher bräunlich gefärbt.
Vor seiner Beschreibung als eigene Art wurde der Blaukehlara als Unterart des Gelbbrustara eingestuft, der eine ähnliche Färbung aufweist.

## Verbreitung
2017 lauteten die Angaben für einen frei lebenden Restbestand von 250 bis 300 Individuen des Blaulatzaras, der ein kleines Gebiet in der Tieflandregion des Departamento Beni in Bolivien bewohnt.

## Habitat
Der Blaukehlara lebt in Galeriewäldern entlang von Flüssen und Seen und in halboffenen Sumpfebenen. Meist ist er dort in Savannengebieten mit wenig Gras- und Palmbewuchs anzutreffen. Diese Gebiete sind bis zu fünf Monate im Jahr überschwemmt und für den Menschen nicht passierbar. Sie teilen sich ihr Habitat mit dem Gelbbrustara (Ara ararauna) und dem Scharlachara (Ara macao).

## Lebensweise
Es ist wenig über das Leben des Papageien in der Wildnis bekannt. Beobachtungen beschränken sich zumeist auf die Nahrungssuche und das Fressen von Palmnüssen. Die Tiere sind Schwarmvögel, die außerhalb der Brutzeit Gemeinschaftsgruppen mit Gelbbrustaras bildet. In diesen Schwärmen ist das Verhältnis zwischen Blaukehl- und Gelbbrustara ca. 1:100. Bruthöhlen findet der Blaukehlara in Palmen der Sumpfgebiete. Seine Brutbiologie entspricht der des Gelbbrustaras, da beide die gleiche ökologische Nische besetzen.
Die Brutsaison beginnt in den südlicheren Teilen des Verbreitungsgebietes etwa im Dezember. Einige Wochen später dann in den nördlicheren Gegenden. Das Gelege besteht aus bis zu drei Eiern. Die Jungen sind nach etwa 100 Tagen flügge.

## Gefährdung
Mit seinen nur noch 250 bis 300 in Bolivien freilebenden Individuen muss der Ara glaucogularis heute als sehr selten und stark vom Aussterben bedroht bezeichnet werden. Schuld daran ist in erster Linie der Mensch. Zum einen, weil früher aber auch heute Nestlinge für den illegalen Wildvogelhandel aus den Bruthöhlen entnommen wurden und werden. Des Weiteren macht den Vögeln die starke Veränderung ihres Lebensraumes durch den Menschen zu schaffen. Außerdem werden Federn und Körperteile unterschiedlicher wild lebender Papageien für diverse menschliche Rituale als Körperschmuck verwendet.
Das Washingtoner Artenschutzabkommen (CITES) und das Artenschutzabkommen der Europäischen Union bestätigen die Gefährdung und führen den Blaukehlara entsprechend im WA I bzw. im Anhang A auf.
Die Loro Parque Fundacion (LPF) unterstützt ein Schutzprogramm der bolivianischen Organisation Armonía im Heimatland des Blaulatzaras.

## Erforschung
Am Max-Planck-Institut für biologische Intelligenz konnte eine Gruppe von Forschern um die Zoologin Auguste von Bayern 2022 nachweisen, dass sich Blaukehlaras an frühere Handlungen erinnern können, diese auf Aufforderung wiederholten und sogar über ein episodisches Gedächtnis verfügen. Diese Fähigkeit konnte bei Vögeln somit erstmals eindeutig belegt werden, wobei die Leistungsfähigkeit von ihrem Kurzzeitgedächtnis mit dem einiger Säugetierarten, wie Seelöwen oder Delfinen, vergleichbar ist.

## Etymologie und Forschungsgeschichte
Die Erstbeschreibung des Blaukehlaras erfolgte 1921 durch Roberto Dabbene unter dem wissenschaftlichen Namen Ara glaucogularis. Ein konkretes Verbreitungsgebiet nannte er nicht. Bereits 1799  führte Bernard Germain Lacépède die Gattung Ara ein. In der Tupi-Sprache werden die Laute der Aras so beschrieben. Der Artname glaucogularis ist ein Wortgebilde aus lateinisch glaucus ‚blaugrün‘ und lateinisch gularis, gula ‚-kehlig, Kehle‘. Alfred Laubmann hatte für sein Werk Die Vögel von Paraguay keinen Balg zur Verfügung. In der Literatur sah er Villa Franca, Desmochados und Guazu-Cua im Departamento Ñeembucú durch Ángel Rafael Zotta als Nachweise für das Land. Allerdings bezog sich der Nachweis auf Sittace caninde Wagler, 1832, ein Name den Wagler basierend auf Guacamayo canindé von Félix de Azara verwendete. Ein weiteres Synonym für Azaras Name ist Sittace azarae Reichenow, 1881. Laubmann erwähnte, dass Dabbene Sittace caninde sowohl mit dem Blaukehlara als auch mit dem Gelbbrustara synonymisierte. Eine neure Publikation von Oscar Rodriguez, Leandro Castillo, Paul Smith und Hugo Del Castillo kommt zu dem Schluß, dass es sich bei Azaras Name um den sehr ähnlichen Gelbbrustara handeln muss und der Blaukehlara nicht in Paraguay vorkommt.